# Salbker See I
Der Salbker See I ist ein See im Süden der Stadt Magdeburg. Obwohl nach dem Stadtteil Salbke benannt, befindet sich der See nördlich von Salbke auf dem Gebiet von Fermersleben.
Im See befinden sich zwei Inseln. Die Ufer des Sees fallen flach ab. Der See erreicht Wassertiefen von 1,5 bis 3,0 Meter, wobei der Wasserstand von der Elbe beeinflusst wird. Östlich des Sees verläuft der westelbische Radweg. Nördlich des Salbker Sees I befindet sich, getrennt durch einen 100 Meter breiten Damm, der etwas später entstandene Salbker See II.
Der See dient auch als Angelgewässer. Es finden sich zum Beispiel Hecht und Aal. Darüber hinaus kommen Zander, Plötze, Blei, Barsch, Aal und Karpfen vor. In den 1980er Jahren wird berichtet, dass auf dem See das Eisangeln auf Barsche mit der Mormyschka sehr beliebt war.

## Geschichte
Der nur wenige 100 Meter westlich der Elbe gelegene See entstand im 20. Jahrhundert durch zwischenzeitlich eingestellten Kiesabbau. Zuvor befanden sich an der Stelle die zu Fermersleben bzw. Salbke gehörenden Flurstücke Der Anger und Die Unterhorst, durch die sich die Sülze wand. Für den Bau der Straßenbahn von Buckau nach Westerhüsen wurden der benötigte Sand und Kies aus einer eigenen Kiesgrube vom Katzenwerder und damit schon aus dem Umfeld des heutigen Sees geholt. Seit 1919 bestand hierfür eine Feldbahn, die vom Katzenwerder auf die Hauptstraße führte. Seit 1938 wurde dann das Kieswerk Salbke betrieben.
Im Laufe der Kiesförderung wurden immer wieder vorgeschichtliche Funde gemacht, die eine Besiedelung des Bereichs von der Jungsteinzeit bis in das frühe Mittelalter belegen.
Während des Zweiten Weltkriegs bestand im heute südlichen Teil des Salbker Sees I zur Sicherung der Salbker Industriebetriebe zeitweise eine leichte Flakstellung.
Seit 1972 diente der 32,6 Hektar große See, andere Angaben nennen nur 15 Hektar, durch Einrichtung eines Strandbades als Badegewässer. Im Jahr 2003 stellte die Stadt Magdeburg aus Kostengründen die Bewirtschaftung der am südwestlichen Seeufer gelegenen Badeanstalt ein. Die Fläche wurde an den Sport- und Kulturverein MeriDian e. V. verpachtet, das Pachtverhältnis wurde vom Verein zum 31. Dezember 2016 gekündigt.
Der See war auch Austragungsort von Motorbootsportveranstaltungen. So fanden am 4. Oktober 1981 die abschließenden Läufe der DDR-Meisterschaft im Motorbootrennen auf dem See statt. Als DDR-Meister standen danach in den verschiedenen Klassen Bernd Bankowiak, Wolfgang Barth, Bernd Beckhusen, Bernhard Danisch und Harald Sterll fest. Pokalgewinner war Bernd Majewski.
Beim Elbe-Hochwasser 2013 wurde der See ab dem 5. Juni 2013 überflutet. Der östlich des Sees befindliche Sommerdeich, der den Bereich bis zu bestimmten Hochwasserständen vor dem Hochwasser der Elbe schützt, wurde dabei an mehreren Stellen beschädigt. Am 20. Juni 2013 wurde ein 75-jähriger Mann tot aus dem See geborgen. Er galt seit dem 6. Juni 2013 als vermisst und hatte versucht, mit dem Fahrrad zu seinem Bungalow zu fahren, der zu diesem Zeitpunkt bereits 1,70 Meter hoch überflutet war.
Am 31. August 2019 ertrank gegen 16.25 Uhr beim Baden ein 29-jähriger, aus Afghanistan stammender Mann im See. Nach einer Suchaktion von Feuerwehr und Polizei wurde seine Leiche am Morgen des 5. September 2019 um 8.45 Uhr gefunden. Ein weiterer Todesfall ereignete sich im Juni 2021. Am 22. Juni 2021 wurde eine männliche Leiche, wohl Opfer eines Badeunfalls, gefunden.